# Gradišće (Zenica)
Gradišće es un pueblo ubicado en el territorio de Zenica, en el cantón de Zenica-Doboj, Bosnia y Herzegovina.

## Superficie
Posee una superficie de 5,88 kilómetros cuadrados.

## Demografía
Hasta 2013 la población era de 2964 habitantes, con una densidad de población de 504,5 habitantes por kilómetro cuadrado. El 49,4% correspondía a los hombres y el 50,6% a las mujeres.